# Max-Planck-Institut zur Erforschung multireligiöser und multiethnischer Gesellschaften
Das Max-Planck-Institut zur Erforschung multireligiöser und multiethnischer Gesellschaften in Göttingen ist eine Forschungseinrichtung der Max-Planck-Gesellschaft. Es wurde 2007 gegründet und trat an die Stelle des 1956 gegründeten Max-Planck-Instituts für Geschichte (MPIG).
Während der Aufbauphase war der britische Sozialanthropologe Steven Vertovec der erste Direktor des Instituts. Inzwischen besteht das Institut aus drei unabhängigen Abteilungen (Stand 2016):
- Abteilung für religiöse Vielfalt unter Leitung von Peter van der Veer (2009 bis 2021)
- Abteilung für soziokulturelle Vielfalt unter Leitung von Steven Vertovec (seit der Gründung 2007)
- Abteilung für Ethik, Recht und Politik unter Leitung von Ayelet Shachar (2015 bis 2020)[2]

Das Institut widmet sich Fragen der Diversität im Zeitalter der Globalisierung.
Die Bibliothek des Instituts gliedert sich in einen hausinternen, nach der Regensburger Verbundklassifikation aufgestellten Bestand und in einen vom Max-Planck-Institut für Geschichte übernommenen Teil, der im Historischen Gebäude der Niedersächsischen Staats- und Universitätsbibliothek Göttingen untergebracht ist.

## Veröffentlichungen
- Steven Vertovec: Superdiversität: Migration und soziale Komplexität. Deutsche Erstausgabe Auflage. Suhrkamp, Berlin 2024, ISBN 978-3-518-58815-4.

## Einzelbelege
1. ↑  Peter Schöttler: Das Max-Planck-Institut für Geschichte im historischen Kontext 1972–2006. Forschungsprogramm Geschichte der Max-Planck-Gesellschaft, Berlin 2020 (hsozkult.de [abgerufen am 30. Oktober 2024]).
2. ↑  Direktor*innen. Abgerufen am 29. Oktober 2024.
3. ↑  Sabina Schröder, Karen Schönwalder: „Die Menschen finden es überwiegend gut, dass unsere Gesellschaft vielfältiger geworden ist“. In: Wissenschaftskommunikation.de. 26. September 2023, abgerufen am 30. Oktober 2024 (deutsch).

Koordinaten: 51° 32′ 27,4″ N, 9° 56′ 49,5″ O